# MetroLyrics
MetroLyrics – strona internetowa zawierająca ponad milion tekstów piosenek utworzona przez Miluna Tesovica. W 2008 roku dzięki partnerstwie z Gracenote MetroLyrics stała się pierwszą licencjonowaną stroną internetową zawierającą teksty piosenek. W 2009 roku strona osiągnęła przychód 10 milionów dolarów. W grudniu 2010 roku strona została wyświetlona 29 milionów razy oraz 45 milionów razy w styczniu 2011 roku. W październiku 2011 roku MetroLyrics zostało przejęte przez CBS Interactive.